# Air Kuang
Air Kuang is een bestuurslaag in het regentschap Bangka Barat van de provincie Bangka-Belitung, Indonesië. Air Kuang telt 2283 inwoners (volkstelling 2010).